# Chiesa dei Serviti (Vienna)

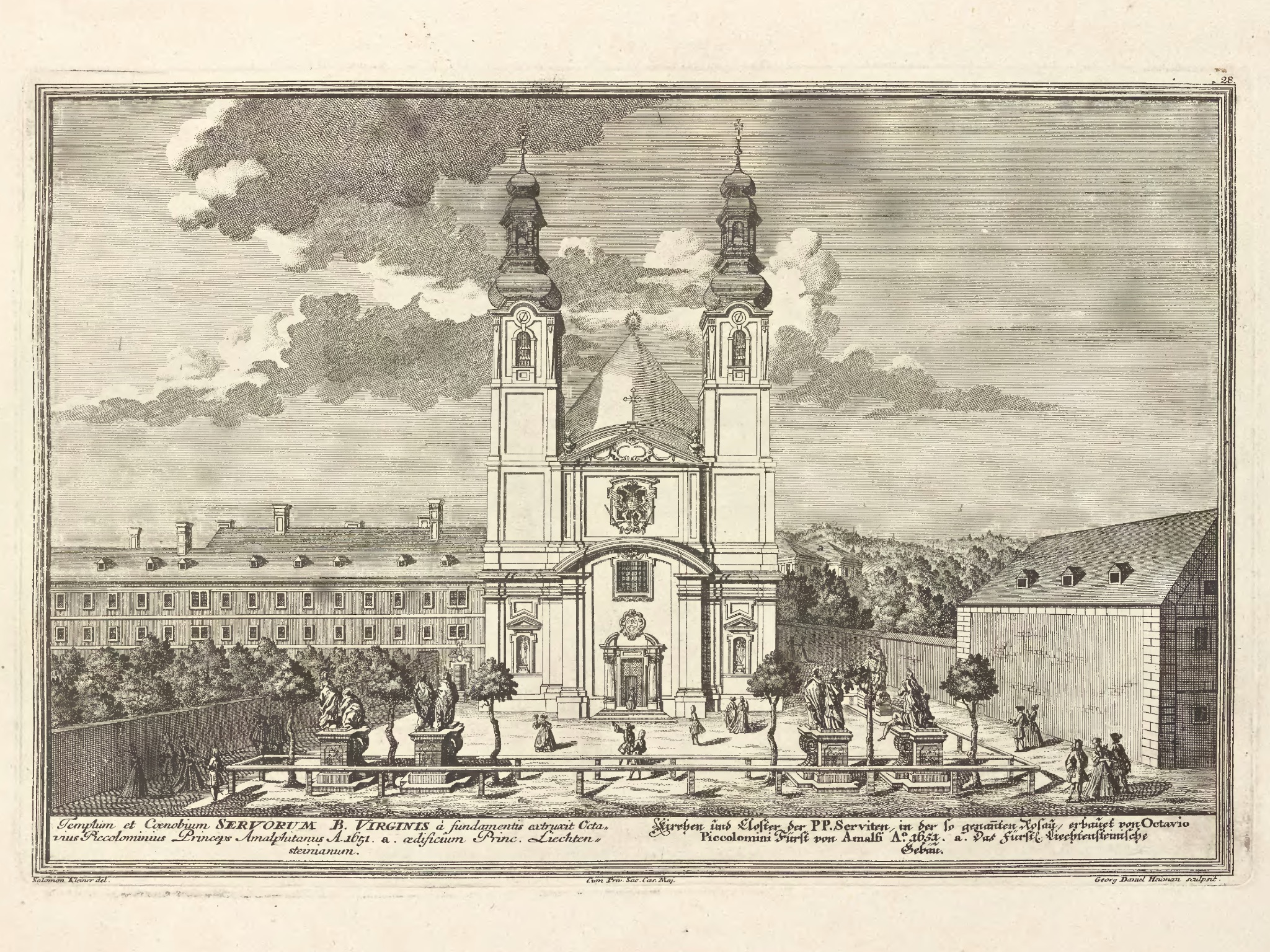
La chiesa dei Serviti di Vienna nel 1724, schizzo di Salomon Kleiner.

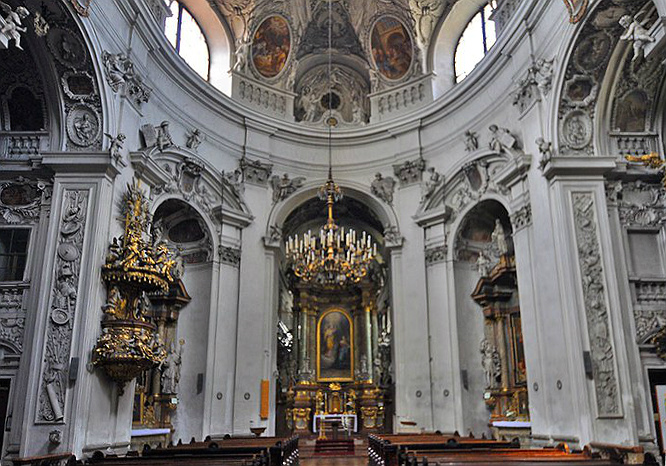
L'interno della chiesa

La chiesa dei Serviti di Vienna è una chiesa parrocchiale cattolica dedicata all'Annunciazione di Maria Vergine sita nel distretto di Alsergrund.
L'edificio religioso risale al XVI secolo e divenne un modello per le numerose successive chiese barocche di Vienna. 
È stata una chiesa dell'Ordine dei Servi di Maria dal 1783 fino ad oggi ed è la chiesa parrocchiale Pfarre Rossau nella zona di Rossau. Essa è considerata una delle più importanti del primo barocco nei sobborghi di Vienna.

## Storia
Il 16 settembre 1638 l'Ordine dei Serviti di Firenze ottenne dall'Imperatore Ferdinando III l'autorizzazione a fondare una sede a Vienna (già nel 1613 esso aveva istituito, con il convento di Innsbruck, una prima sede a nord delle Alpi).
La chiesa fu costruita da Carlo Martino Carlone secondo un progetto influenzato dalle architetture del Palladio e dedicata all'Annunciazione di Maria Vergine. La posa della prima pietra ebbe luogo l'11 novembre 1651 e fu consacrata nel 1670, ma i lavori complessivi furono portati a termine solo sette anni dopo.
Il progetto dell'altare dell'Addolorata è di Antonio Beduzzi, sul quale si trova anche una  Pietà del 1470. L'altare è allo stesso tempo la tomba del principe Ottavio Piccolomini, avversario del  Wallenstein nella guerra dei trent'anni, che fu uno dei più importanti benefattori dell'Ordine dei Serviti. Un altro benefattore di questa chiesa fu il barone Christoph Ignaz Abele, che finanziò l'altare di san Liborio.
L'8 giugno 1917 bruciò la capriata del tetto, il che provocò la caduta della campana da morto. I danni provocati dall'incendio ammontarono a circa 450.000 corone, delle quali solo 58.000 erano coperte da assicurazione.
L'organo della chiesa fu installato nel 1981 da Gerhard Hradetzky e utilizza oltre 23 registri con due tastiere e pedaliera.
Sul lato nord della chiesa la cappella, eretta nel XVIII secolo in onore di san Pellegrino Laziosi da Melchior Hefele, si trovano affreschi del pittore Joseph Adam von Mölk.